# Пінязь
Піня́зь (рос. Пинязь, удм. Пинязь) — присілок у складі Каракулинського району Удмуртії, Росія.
Населення — 288 осіб (2010; 326 у 2002).
Національний склад:
- росіяни — 85 %